# Георгос Герапетрітіс
Георгос Герапетрітіс (грец. Γιώργος Γεραπετρίτης; нар. 26 червня 1967, Карпатос) — грецький політик, професор і юрист, міністр закордонних справ Грецької Республіки з червня 2023 року. Був державним міністром з 2019 по 2023 роки та міністром інфраструктури та транспорту з березня по травень 2023 року.

## Життєпис
Народився 26 червня 1967 року на Карпатосі та виріс у Піреї. У 1985 році він закінчив модельну середню школу Іонідіос у Піреї. Закінчив юридичний факультет Афінського національного та каподистрійського університетів і здобув ступінь юриста в 1989 році. Потім він пройшов аспірантуру з публічного права в Університеті Единбурга, здобувши диплом магістра (LLM) у 1992 році. У 1995 році він здобув ступінь доктора юридичних наук в Оксфордському університеті.
Він є юристом і професором конституційного права в EKPA. Він був запрошеним дослідником в Оксфордському університеті, та Інституті перспективних юридичних досліджень. В уряді Георгія Папандреу обіймав посаду генерального секретаря уряду. Раніше він був радником Міністерства закордонних справ і Міністерства внутрішніх справ, державного управління та децентралізації, а також юридичним радником дочірніх компаній групи OTE, а в 2005 році призначений членом правління OTE.
У лютому 2016 року призначений президентом «Нової демократії» Кіріакосом Міцотакісом до дорадчого органу з семи членів для моніторингу процесу розробки програми партії. Згодом, у жовтні 2017 року, він став членом Наукової ради Інституту демократії «Константіноса Караманліса». У той же час він був призначений Кіріакосом Міцотакісом головою дорадчої групи партії, таким чином отримавши підвищену роль у Новій демократії.
На виборах 2019 року його обрали членом парламенту від Нової демократії, а 9 липня 2019 року був призначений державним міністром в уряді Кіріакоса Міцотакіса.
1 березня 2023 року після відставки міністра Костаса Ах. Караманлі, після залізничної аварії в Темпі, за рішенням прем'єр-міністра Кіріакоса Міцотакіса взяв на себе обов'язки Міністра інфраструктури та транспорту. Передача управління міністерством за рішенням прем'єр-міністра Акріта Кайдаціс вважав неконституційним кроком, який заявляв, що «немає прецеденту передачі управління міністерством комусь без указу президента».
27 червня 2023 року він став міністром закордонних справ Греції.